# Паралелограм
Паралелогра́м чи рівнобі́жник (дав.-гр. παραλληλόγραμμον) — чотирикутник, протилежні сторони якого попарно паралельні, тобто лежать на паралельних прямих.
Існує декілька видів паралелограм
- Прямокутник — паралелограм, всі кути якого прямі;
- Ромб — паралелограм, всі чотири сторони якого рівні між собою;
- Квадрат — рівнобічний прямокутник або ромб з прямими кутами при вершинах.

Паралелограм є плоскою геометричною фігурою, його аналогом у тривимірному просторі є паралелепіпед.

## Особливі випадки
- Ромбоїд — чотирикутник, протилежні сторони якого паралельні, а прилеглі сторони не рівні, а його кути не є прямими кутами.
- Прямокутник — паралелограм, чотири кути якого рівні (прямі).
- Ромб — паралелограм, чотири сторони якого є рівними.
- Квадрат — паралелограм, чотири сторони і чотири кути якого є рівними.

## Властивості
Простий (не перехрещений) чотирикутник є паралелограмом тоді й лише тоді якщо одне із наведених нижче тверджень є вірним:
- Протилежні сторони паралелограма рівні, тобто {\displaystyle AB=DC} та {\displaystyle AD=BC}.
- Протилежні кути паралелограма рівні, тобто {\displaystyle \angle A=\angle C} та {\displaystyle \angle B=\angle D}.
- Діагоналі паралелограма перетинаються та точкою перетину діляться навпіл.
- Одна пара протилежних сторін є паралельними і мають однакову довжину.
- Кожна з діагоналей поділяє чотирикутник на два конгруентні трикутники.
- Сума кутів, прилеглих до однієї сторони, дорівнює {\displaystyle 180^{\circ }}. Загальна сума кутів паралелограма дорівнює {\displaystyle 360^{\circ }}.
- Сума квадратів діагоналей дорівнює подвоєній сумі квадратів двох його суміжних сторін (правило паралелограма).
- Сума відстаней від будь-якої внутрішньої точки до сторін не залежить від місця розташування точки.[4] (Це твердження є продовженням теореми Вівіані.)

## Інші властивості
- В паралелограмі дві сторони рівні та паралельні.
- В паралелограмі протилежні сторони попарно рівні.
- В паралелограмі протилежні кути попарно рівні.
- Точка перетину діагоналей є центром симетрії паралелограма.
- Будь-яка пряма, яка проходить через центр паралелограма поділяє його площу навпіл.[5]
- Сума кутів при кожній стороні становить {\displaystyle 180^{\circ }}.
- В паралелограмі діагоналі перетинаються і точкою перетину діляться навпіл.
- Діагоналі паралелограма поділяють його на чотири трикутника однакової площі.

## Площа паралелограма

Паралелограм можна перебудувати у прямокутник з такою ж площею.

Анімація для формули визначення площі.

Паралелограм із основою b і висотою h можна розділити на трапецію і прямокутний трикутник, і перебудувати у прямокутник, як показано на малюнку праворуч. Це означає, що площа паралелограма є такою ж як у прямокутника із такою ж основою і висотою:
{\displaystyle S=bh.}
Іншими словами, площа паралелограма дорівнює добутку його сторони на висоту, яка перпендикулярна до цієї сторони:
{\displaystyle S=DC\cdot h_{DC}=BC\cdot h_{BC}}.

Площа паралелограма, це площа внутрішньої області, що виділена синім і визначається як :, де B і C — сторони паралелограма.

Також площа паралелограма рівна добутку двох його непаралельних сторін та синуса кута між ними:
{\displaystyle S=DC\cdot AD\cdot \sin \angle D=DC\cdot BC\cdot \sin \angle C.}
Якщо розглядати паралелограм як геометричну фігуру, яка побудована на двох векторах {\displaystyle {\vec {DA}}} та {\displaystyle {\vec {DC}}}, то площа паралелограма буде дорівнювати модулю векторного добутку цих векторів: {\displaystyle S=|{\vec {DC}}\times {\vec {DA}}|=|DC|\cdot |DA|\cdot \sin \angle ADC.}
Площа паралелограма (як і будь-якого чотирикутника без самоперетинів) рівна півдобутку діагоналей, помноженому на синус кута між ними: {\displaystyle S={\frac {d_{1}d_{2}\sin \gamma }{2}}}.
Площа паралелограма із сторонами B і C (B ≠ C) і кутом {\displaystyle \gamma } утвореним перетином діагоналей дорівнює наступному
{\displaystyle S={\frac {|{\tan \gamma }|}{2}}\cdot \left|B^{2}-C^{2}\right|.}
Якщо паралелограм заданий довжинами B і C двох прилеглих сторін і довжиною однієї з діагоналей D1, тоді площу можна знайти за допомогою формули Герона. Що задається наступним чином
{\displaystyle S=2{\sqrt {K(K-B)(K-C)(K-D_{1})}}}
де {\displaystyle K=(B+C+D_{1})/2} і перший множник 2 додано оскільки, будь-яка обрана діагональ поділяє паралелограм на два конгруентні трикутники.

### Площа паралелограма при відомих декартових координатах вершин
Нехай існують вектори {\displaystyle \mathbf {a} ,\mathbf {b} \in \mathbb {R} ^{2}} і нехай {\displaystyle V={\begin{bmatrix}a_{1}&a_{2}\\b_{1}&b_{2}\end{bmatrix}}\in \mathbb {R} ^{2\times 2}} позначає матрицю елементів a і b. Тоді площею паралелограма, що заданий за допомогою a і b буде {\displaystyle |\det(V)|=|a_{1}b_{2}-a_{2}b_{1}|\,}.
Нехай існують вектори {\displaystyle \mathbf {a} ,\mathbf {b} \in \mathbb {R} ^{n}} і нехай {\displaystyle V={\begin{bmatrix}a_{1}&a_{2}&\dots &a_{n}\\b_{1}&b_{2}&\dots &b_{n}\end{bmatrix}}\in \mathbb {R} ^{2\times n}}. тоді площа паралелограма, що задана за допомогою a і b буде дорівнювати {\displaystyle {\sqrt {\det(VV^{\mathrm {T} })}}}.
Нехай існують точки {\displaystyle a,b,c\in \mathbb {R} ^{2}}. Тоді площа паралелограма із вершинами в точках a, b і c є еквівалентною абсолютному значенню детермінанта матриці, що побудована так, що a, b і c є її рядками і остання колонка доповнена одиницями, як наведено нижче:
{\displaystyle S=\left|\det {\begin{bmatrix}a_{1}&a_{2}&1\\b_{1}&b_{2}&1\\c_{1}&c_{2}&1\end{bmatrix}}\right|.}

## Доведення, що діагоналі паралелограма перетинаються і точкою перетину діляться навпіл
Аби довести, що діагоналі паралелограма перетинаються, використаємо конгруентні трикутники:
{\displaystyle \angle ABE\cong \angle CDE} (внутрішні різносторонні кути рівні за розміром)
{\displaystyle \angle BAE\cong \angle DCE} (внутрішні різносторонні кути рівні за розміром).
(оскільки це кути, що утворені перетином прямої із двома паралельними прямими AB і DC).
Також, сторона AB має таку ж саму довжину, що і сторона DC, оскільки протилежні сторони паралелограма є рівними.
Таким чином, трикутники ABE і CDE конгруентні (постулат Кут-Сторона-Кут (КСК), два відповідні кути і прилегла сторона).
Тому,
{\displaystyle AE=CE}
{\displaystyle BE=DE.}
Оскільки діагоналі AC і BD поділяють одна одну на відрізки однакової довжини, діагоналі перетинають одна одну.
Відповідно, оскільки діагоналі AC і BD перетинають одна одну в точці E, точка E є серединою кожної діагоналі.